# Czarny Dunajec (gemeente)
De gemeente Czarny Dunajec is een landgemeente in het Poolse woiwodschap Klein-Polen, in powiat Nowotarski.
De zetel van de gemeente is in Czarny Dunajec.
Op 30 juni 2004 telde de gemeente 21 015 inwoners.

## Oppervlakte gegevens
In 2002 bedroeg de totale oppervlakte van gemeente Czarny Dunajec 218,34 km², waarvan:
- agrarisch gebied: 74%
- bossen: 15%

De gemeente beslaat 14,81% van de totale oppervlakte van de powiat.

## Demografie
Stand op 30 juni 2004:
| Omschrijving                   | Totaal | Totaal | Vrouwen | Vrouwen | Mannen | Mannen |
| ------------------------------ | ------ | ------ | ------- | ------- | ------ | ------ |
| eenheid                        | aantal | %      | aantal  | %       | aantal | %      |
| inwoners                       | 21 015 | 100    | 10 696  | 50,9    | 10 319 | 49,1   |
| bevolkingsdichtheid (inw./km²) | 96,2   | 96,2   | 49      | 49      | 47,3   | 47,3   |

In 2002 bedroeg het gemiddelde inkomen per inwoner 1196 zł.

## Administratieve plaatsen (sołectwo)
Chochołów, Ciche, Czarny Dunajec, Czerwienne, Dział, Koniówka, Odrowąż, Piekielnik, Pieniążkowice, Podczerwone, Podszkle, Ratułów, Stare Bystre, Wróblówka, Załuczne.

## Aangrenzende gemeenten
Biały Dunajec, Jabłonka, Kościelisko, Nowy Targ, Poronin, Raba Wyżna, Szaflary.
De gemeente grenst aan Slowakije.